# Globoplay
Globoplay (estilizada globoplay) é uma plataforma digital de streaming de vídeos e áudios sob demanda, desenvolvida e operada pela Globo. Lançada no dia 3 de novembro de 2015, tornou-se líder de streaming no Brasil no ano de 2020 atingindo mais de 20 milhões de usuários ativos. O serviço oferece produções originais e exclusivas em parceria com os canais do Grupo Globo, produtoras internacionais e produtoras nacionais independentes, seja em filmes, séries, programas de TV ou podcasts. Tem como principais braços de produção de originais os Estúdios Globo, a Globo Filmes e a Direção Geral de Jornalismo da TV Globo (DGJE).
Em 2021, com a finalização do projeto Uma Só Globo, a plataforma tornou-se uma divisão dentro da nova empresa do Grupo Globo a "Globo" (empresa que uniu as operações da: TV Globo, Globoplay, Globosat, Globo.com e Som Livre).

## História

### 2016
Numa ação inédita, a Globo antecipou pela plataforma, praticamente toda a temporada de Supermax, antes da estreia na TV. A partir de 16 de setembro de 2016, o assinante podia assistir pela plataforma, 11 episódios na íntegra, ficando apenas o último para ir ao ar simultaneamente com a TV.

### 2017
Pela primeira vez, assinantes e não-assinantes podiam acompanhar gratuitamente desfiles de carnaval e as apurações do Rio de Janeiro e de São Paulo, e os melhores momentos da festa em Recife – com o Galo da Madrugada e o Homem da Meia-Noite –, e nas ruas de Salvador. As íntegras dos desfiles do Rio de Janeiro (Série A e Grupo Especial) e de São Paulo também ficaram disponíveis depois da exibição ao vivo. Em julho, séries de sucesso da Globo exibidas no festival Luz, Câmera 50 Anos em 2015 foram lançadas na plataforma, em formato de longa-metragem. Para a diversão do público infantil, a versão clássica do Sítio do Picapau Amarelo e a segunda temporada da série A Cara do Pai, foram lançadas no mês das férias. Em 10 de dezembro, a plataforma fez a transmissão ao vivo, dos bastidores do prêmio Melhores do Ano do Domingão do Faustão. Durante a premiação, a apresentadora Adriane Galisteu e o jornalista José Armando Vannucci receberam os vencedores para um bate papo exclusivo no lounge Gshow, enquanto Hugo Gloss e a repórter Ana Flávia Simões mostraram tudo o que rolava nos bastidores da premiação.

### 2018

Logotipo do Globoplay entre 2018 e 2020

Visando atender uma demanda do público, houve o resgate de humorísticos clássicos da emissora como Toma Lá, Dá Cá, Os Normais, A Diarista e as versões clássicas da Escolinha do Professor Raimundo e Os Trapalhões. Em abril, foram disponibilizados episódios da TV Pirata, série de humor que fez história entre 1988 e 1992 na Globo.

### 2020

Logotipo do Globoplay entre 2020 e 2025

Em 31 de janeiro e 1 de fevereiro, realizou a transmissão ao vivo da 25.ª edição do Planeta Atlântida. O público pode acompanhar todas as apresentações do Palco Planeta em tempo real, como Vitor Kley, Kevinho, IZA, Luan Santana, Dilsinho e Dennis DJ na sexta; e Melim, Natiruts, Dado & Bonfá tocam Legião Urbana, Anitta, Gustavo Lima, Alok e KVSH no sábado. Em maio, anunciou que vai lançar mais de 50 novelas antigas no portal e aplicativo. Em agosto, fechou parceria com Premiere para exibir jogos de futebol exclusivos e ao vivo pela plataforma. E ainda no final de agosto, anuncia adição de canais ao vivo da Globosat através de um pacote que engloba o conteúdo do Globoplay e os canais da programadora, com opções de contratar os add-ons dos canais Premiere e Combate. Em novembro, fechou uma parceria inédita com a The Walt Disney Company. Fazendo um combo, com o Disney+ esse pacote vai aliar os conteúdos do Globoplay, Canais Globo e Disney. Ainda em novembro, após várias críticas nas redes sociais, O Globoplay anunciou que vai alterar imagens em baixa qualidade, das novelas produzidas entre 2010-2011 para HD (algumas em SD) que já estão no catálogo da plataforma, e as produções que passaram por esse processo são: Fina Estampa, Ti Ti Ti, A Vida da Gente, Insensato Coração, Cordel Encantado, Morde & Assopra, Passione, O Astro, Caras & Bocas, Malhação 2010, Aquele Beijo, Malhação 2011 e Tempos Modernos. O processo de mudança foi realizado aos poucos, e foi finalizado em abril de 2021, e as novelas Escrito nas Estrelas e Araguaia foram readicionadas ao catálogo, agora em HD e também em SD. Em novembro de 2020, o Globoplay junto com o Gshow alcança a marca de 70 mil títulos no catálogo. O JustWatch apontou que o Globoplay foi o terceiro serviço de streaming que mais teve títulos adicionados ao catálogo em 2020.

### 2021
A partir deste ano, o Globoplay começou a investir no ramo de áudio. O aplicativo passou a agregar todos os podcasts produzidos pelos portais da Globo.com, pelos Canais Globo e também pela Rádio CBN - em parceria com o Sistema Globo de Rádio, contemplando também a transmissão ao vivo do sinal da emissora em vídeo diretamente dos estúdios de São Paulo e do Rio de Janeiro - e pelo portal B9 - por meio de um acordo de comercialização e distribuição pela Globo; além disso, a plataforma anunciou uma série de podcasts originais. Todos os programas estariam disponíveis tanto no app do Globoplay quanto nos principais agregadores de podcasts, como Spotify, Google Podcasts e Apple Podcasts.
Além das produções nacionais e documentários originais, a plataforma também anunciou a inclusão de folhetins mexicanos através de uma parceria com a Televisa, sendo eles Imperio de Mentiras, Rubí (2020), Amar a Muerte, La Usurpadora, Marimar e Maria do Bairro. Em março, é anunciada a entrada de Um Maluco no Pedaço. Houve também a adição de tramas turcas no catálogo, como a série Fatmagul: A Força do Amor já exibida no Brasil em 2015 pela Rede Bandeirantes e a série, New Life: Uma Nova Vida.
Entre os dias 21 de julho e 8 de agosto, transmitiu ao vivo os Jogos Olímpicos de Verão de 2020, disponibilizando 43 sinais exclusivos através do SporTV+, sem apresentar locução e com sinal gerado do Olympic Broadcasting Services (OBS), sendo distribuído gratuitamente para assinantes do plano Globoplay + canais ao vivo e clientes de operadoras parceiras.
Em setembro, foi anunciado que o Globoplay chegará para o Canadá e em mais de 20 países europeus, como Alemanha, Itália, Portugal, Reino Unido, Espanha, França e Suíça a partir de 14 de outubro.
Em 19 de outubro de 2021, o Cine Marquise foi reinaugurado na Avenida Paulista em São Paulo, patrocinado pelo Globoplay, pela Sabesp e pela EMAE (Empresa Metropolitana de Águas e Energia), e duas salas foram nomeadas com o nome do streaming, o "Globoplay 1" e "Globoplay 2".

### 2022
Em 2021, foi anunciado que o streaming do Telecine entraria no Globoplay com o objetivo de ampliar a capilaridade de distribuição e gerar uma experiência integrada com outros conteúdos. “A mudança visa concentrar nosso extenso portfólio em um único ambiente, proporcionando ganho de sinergia operacional”, explicou Sóvero Pereira, CEO da empresa. “Os aprimoramentos são para seguirmos com o compromisso de levar o melhor da magia do cinema em qualquer lugar e da forma que o público quiser”. A integração ocorreu, de fato, em janeiro de 2022, com a adição dos seis canais ao vivo do Telecine para assinantes do Telecine ou do combo Globoplay + Telecine.
Globoplay anunciou em fevereiro que estaria entrando no Japão e Austrália por meio da sua rede social, Globoplay Internacional, com uma hashtag #GloboplayNoJapão e #GloboplayNaAustrália.
Ainda Fevereiro foi adicionado no catálogo do Globoplay, primeira animação adulta, As Fabulosas Aventuras dos Freak Brothers, a série é inédita no Brasil. Ela foi lançada em 2020 nos Estados Unidos pela Starburns Industries, que fez também a animação "Ricky and Morty", que um sucesso. A animação é inspirada na história em quadrinhos "The Fabulous Furry Freak Brothers", criada por Gilbert Shelton e publicada originalmente entre 1971 e 1997.
Em 13 de maio adquiriu os direitos da Liga das Nações da UEFA, válidos até 2026, cobrindo todos os jogos. Além da Liga, também adquiriu pela mesma temporada as Eliminatórias da Eurocopa de 2024 e as Eliminatórias da Copa do Mundo FIFA de 2026 pela Europa, sendo esse o segundo torneio de futebol a ser transmitido pela plataforma.
Entre os dias 20 de novembro e 18 de dezembro, transmitiu a Copa do Mundo FIFA de 2022, cobrindo todos os 64 jogos ao vivo, disponibilizando links em 4K e com uma equipe própria, além de transmitir simultaneamente com a TV Globo e o SporTV algumas partidas.
Em 19 de dezembro, o Globoplay disponibilizou, em caráter experimental, os canais gratuitos ge Fast, com reapresentações de transmissões do SporTV e Receitas Fast, reprisando programas de culinária do GNT, por meio do modelo Free Ad-supported Streaming Television (FAST) - consagrado pela Pluto TV, da Paramount - onde se emulam canais lineares de televisão gratuitos para o público, sendo suportados por anúncios de patrocinadores, como forma de atrair usuários não-assinantes para a plataforma. Entretanto, os mesmos canais também já estavam disponíveis dias antes também na plataforma Samsung TV Plus.

### 2023
Em 9 de janeiro, foi a estreia da telenovela turca Mãe, que logo se tornou um dos maiores sucessos da plataforma, ficando entre as mais assistidas e desbancando até novelas inéditas da TV Globo.
Em 13 de fevereiro, a plataforma fechou uma nova parceria com a TelevisaUnivision, passando a disponibilizar exclusivamente uma certa quantidade de títulos por ano. Entre as novelas anunciadas estão: La candidata, El privilegio de amar e La intrusa. No caso da primeira e da última, elas são inéditas no Brasil. Em novembro, a plataforma estreou a primeira temporada da telenovela mexicana Rebelde.
Em 11 de julho, com o fim do aplicativo Giga Gloob, a plataforma disponibilizou os dez primeiros episódios da primeira temporada da série de animação Vamos Brincar com a Turma da Mônica.
Em 27 de novembro, seguindo um projeto de expansão da linha de canais FAST gratuitos, o Globoplay lançou os canais Viva 70 Fast e Viva 80 Fast, com transmissão diária das novelas dos anos 70 e 80 da TV Globo, respectivamente, 24h por dia. Os títulos iniciais transmitidos por ambos os canais foram: Locomotivas, Dancin' Days, A Sucessora (anos 70); Sassaricando, Amor com Amor Se Paga, Fera Radical e Baila Comigo (anos 80).
Em 13 de dezembro de 2023, o Globoplay ampliou a grade de canais FAST com o lançamento dos canais Malhação Fast (canal dedicado a reprises das 27 temporadas da novela da TV Globo; a estreia foi com: Malhação 1995, Malhação 1999 e Malhação ID) e D.P.A. Fast (canal dedicado a reprises das 18 temporadas da série infantil do canal Gloob). Ainda em dezembro, a plataforma disponibilizou com antecedência o primeiro longa original do novo núcleo de filmes dos Estúdios Globo, Ritmo de Natal.

### 2024
Em 22 de janeiro de 2024, a plataforma deu início ao Projeto Fragmentos, que disponibilizará novelas incompletas do catálogo da TV Globo, dos anos 1970 e 1980. As quatro primeiras novelas disponibilizadas foram: O Rebu (1974), Estúpido Cupido (1976), Coração Alado (1980) e Chega Mais (1980). O Projeto Fragmentos é um contraponto ao Projeto Resgate, que apresenta tramas completas em formato original desde 2020.
Em 5 de fevereiro, com o pedido de demissão de Erick Brêtas, foi anunciado que Manuel Belmar, diretor de "Finanças, Jurídico e Infraestrutura" da Globo, assumiria o cargo de diretor "Produtos Digitais e Canais Pagos", que além de outros departamentos, é responsável pelo Globoplay. Em 1 de agosto a publicitária Julia Rueff foi oficialmente anunciada como nova diretora-executiva da plataforma, após deixar o cargo de vice-presidente de marketplace do Mercado Livre, substituindo Teresa Penna.
Em 8 de março de 2024 Malhação 1999 foi substituída por Malhação 2000 no canal Malhação Fast. Ainda em 2024, o canal também exibirá as temporadas Malhação de Verão, Malhação 1996 e Malhação 2010.
Entre agosto e outubro de 2024, a plataforma disponibilizou aos assinantes o pay-per-view do novo reality de confinamento da TV Globo, Estrela da Casa.
Ainda no mesmo ano durante o Upfront da Globo, a plataforma anunciou novos planos de assinatura, com a chegada do pacote básico com anúncios, além do padrão sem anúncios e o plano premium (antigo Globoplay + canais ao vivo).

### 2025
Em 28 de fevereiro de 2025, a plataforma anunciou mudanças em seu calendário de postagens mensais de novelas da TV Globo, iniciando um período de pausa no Projeto Resgate até junho do mesmo ano, durante o intervalo, alegando questões estratégicas, focou apenas na postagem de uma quantidade limitada de séries e minisséries clássicas. Enquanto os projetos Originalidade e Fragmentos não foram afetados com a mudança.
Em 9 de junho de 2025, estreou na TV paga o Globoplay Novelas em substituição ao Viva, um dos canais de maior audiência da Globo. Totalmente dedicado a exibição de telenovelas, o novo canal manteve no ar tramas já em exibição no canal anterior (Roque Santeiro, Quatro por Quatro, Plumas e Paetês, Caras & Bocas e Celebridade) junto com a estreia de tramas nacionais inéditas (Guerreiros do Sol) e novas reprises nacionais e internacionais (Além do Tempo e Hercai: Amor e Vingança). A exibição de séries de comédias clássicas e da novela juvenil Malhação 2014 foram pausadas ou transferidas para os canais Multishow e GNT. Iniciando com Plumas e Paetês novelas clássicas exibidas pelo canal — e antes disponibilizadas para os assinantes do Globoplay apenas após o término da exibição no Viva —  serão lançadas simultaneamente com a exibição na TV paga. A mudança de nome do canal seguiu o plano de fortificação da marca Globoplay, dias depois da integração total dos canais de TV paga da empresa a plataforma de streaming com a descontinuação do Canais Globo.

## Programas e transmissões

### Conteúdo original
Desde 2015, a Globo investe gradativamente em mais projetos voltados ao streaming. A partir do capítulo zero, da novela Totalmente Demais em 2015, e o spin-off da mesma em 2016. E também na ampliação da cobertura do reality Big Brother Brasil, responsável por um dos maiores retornos financeiros da casa.
Em 6 de setembro de 2018, estreou a sua primeira série original: Além da Ilha, comédia estrelada por Paulo Gustavo e produzida pela Floresta em parceria com o canal pago Multishow. Em 21 de setembro de 2018, estreou a minissérie Assédio, a primeira série original produzida diretamente nos Estúdios Globo, sobre o predador sexual Roger Abdelmassih.[2] Em 14 de novembro de 2018, estreou a primeira temporada da série de ação Ilha de Ferro ambientada em uma plataforma petrolífera.
Em 2019, o Globoplay produziu a quarta temporada de Sessão de Terapia (originalmente exibida no gnt e cancelada pelo canal pago em 2014), a série contou com o retorno de Selton Mello como diretor, acumulando também o papel de protagonista. A produção marcou a estreia da atriz brasileira naturalizada americana Morena Baccarin, famosa por produções hollywoodianas V e Deadpool, em produções brasileiras. Ainda em 2019, foi lançado o projeto audiovisual de Luan Santana - Viva, tornando-se o primeiro especial musical original a integrar o catálogo da plataforma. Em 13 de setembro de 2019, a plataforma lançou a primeira temporada de Marília Mendonça - Todos os Cantos, sobre os bastidores da turnê da cantora sertaneja por todo o país.
Em 7 de fevereiro de 2020, estreou a primeira temporada da série policial Arcanjo Renegado, que aborda a brutalidade policial do BOPE no Rio de Janeiro. No dia 13 de março de 2020, a plataforma lançou seu primeira série documental original: Marielle - O Documentário, com 6 episódios a produção traz à tona os bastidores e entrevistas com familiares da vereadora assassinada, Marielle Franco, e seu motorista, Anderson Gomes. No dia 13 de abril de 2020, Marcelo Adnet estreou o Sinta-se em Casa, um programa de esquetes diário durante a quarentena, produzido exclusivamente para o Globoplay, em formato de vídeos curtos, cerca de dois minutos, com imitações e discussões sobre os assuntos mais relevantes do dia anterior: de política até BBB.
Em 2023 o Globoplay ampliou a produção de conteúdo original, na onda de grandes sucessos originais da plataforma como a segunda temporada da telenovela original Todas as Flores, a primeira temporada da série dramática Os Outros, e as séries documentais Vale o Escrito, sobre o jogo do bicho carioca, e Xuxa, o Documentário, sobre a apresentadora Xuxa Meneghel.
Em 11 de abril de 2024, a plataforma estreia a segunda temporada da série Justiça, oito anos após a exibição da primeira temporada. A série trouxe um marco importante para o audiovisual: com uso de Inteligência artificial, um paraplégico voltou a andar. Isso se deu com o personagem cadeirante Cassiano, interpretado por Luciano Mallmann, ator que perdeu o movimento nas pernas após um acidente, em 2004, quando praticava acrobacia aérea com tecido de circo. As cenas do em que Cassiano aparece andando foram captadas a partir dos movimentos do rosto de Mallmann e inseridas em cenas de movimento de corpo de um dublê.
Em 11 de junho de 2025, a plataforma lançou sua terceira telenovela original: Guerreiros do Sol, baseada no livro Guerreiros do Sol: Violência e Banditismo no Nordeste do Brasi do escritor Frederico Pernambucano de Mello, escrita por George Moura e Sergio Goldenberg com direção de geral e artística de Rogério Gomes. Gravada em 2023, e adiada sucessivas vezes por questões estratégicas, a trama é livremente inspirada nas histórias de Lampião e Maria Bonita e conta com as atuações de Isadora Cruz, Thomás Aquino, Irandhir Santos e Alinne Moraes nos papéis principais. Também será exibida diariamente no canal da TV Paga Globoplay Novelas, poucas horas após o lançamento dos capítulos no streaming.

### Transmissão de eventos esportivos internacionais
A plataforma transmite ao vivo gratuitamente eventos exibidos pela TV Globo em rede aberta, além de exibir para seus assinantes do pacote Globoplay + Canais Ao Vivo o catálogo de eventos esportivos internacionais do SporTV.
| Eventos                                                    | Notas | Ref.ª  |
| ---------------------------------------------------------- | --- | ------ |
| Jogos Olímpicos de Verão de 2016                           | Cobertura de alguns eventos selecionados ao vivo                                                                  | [ 54 ] |
| Campeonato Europeu de Futebol de 2020                      | 12 jogos ao vivo gratuitamente através da TV Globo, Todos os 51 jogos ao vivo através do SporTV                   | [ 55 ] |
| Jogos Olímpicos de Verão de 2020                           | Exibições gratuitas selecionadas através da TV Globo, 43 sinais ao vivo através do SporTV                         | [ 23 ] |
| Copa do Mundo FIFA de 2022                                 | 56 jogos ao vivo gratuitamente através da TV Globo, Todos os 64 jogos ao vivo em tecnologia 4K, através do SporTV | [ 56 ] |
| Copa do Mundo de Futebol Feminino de 2023                  | 07 jogos ao vivo gratuitamente através da TV Globo, 34 jogos ao vivo através do SporTV                            | [ 57 ] |
| Copa Libertadores da América de 2024                       | Jogos selecionados da TV Globo e exibições exclusivas na fase preliminar gratuitamente                            | [ 58 ] |
| Campeonato Europeu de Futebol de 2024                      | 5 jogos ao vivo gratuitamente através da TV Globo, 28 jogos ao vivo através do SporTV                             | [ 59 ] |
| Copa América de 2024                                       | Jogos selecionados da TV Globo 32 jogos ao vivo através do SporTV                                                 | [ 60 ] |
| Jogos Olímpicos de Verão de 2024                           | Exibições gratuitas selecionadas através da TV Globo, 40 sinais ao vivo através do SporTV                         | [ 61 ] |
| Liga das Nações da UEFA (2022-26)                          | Todos os jogos ao vivo através do SporTV                                                                          | [ 31 ] |
| Qualificações para o Campeonato Europeu de Futebol de 2024 | Todos os jogos ao vivo através do SporTV                                                                          | [ 31 ] |
| Eliminatórias da Copa do Mundo FIFA de 2026 – UEFA         | Todos os jogos ao vivo através do SporTV                                                                          | [ 31 ] |

### Transmissão de canais
A plataforma disponibiliza seu portfólio dos Canais Globo, com transmissão simultânea (OTT) e sob demanda, fazendo uma integração da antiga plataforma Canais Globosat, hoje Canais Globo. Em 2022 culminou com integração dos canais lineares e do conteúdo sob demanda do Telecine, desativando a plataforma própria da rede, o Telecine Play. No mesmo ano, foi anunciada a parceria com a Lionsgate+, da Lionsgate Entertainment, encerrada em dezembro de 2023, quando a plataforma americana foi descontinuada na América Latina.
Alguns canais são gratuitos e disponíveis para não-assinantes, como: TV Globo, Receitas Fast, ge fast, VIVA 70 Fast, VIVA 80 Fast, Malhação Fast, D.P.A. Fast, Futura e CBN. Já os canais pagos disponíveis para assinantes do globoplay + Canais Ao Vivo, são: Multishow, GloboNews, SporTV, GNT, Globoplay Novelas, Gloob, Gloobinho, Megapix, UniversalTV, Canal Brasil, Canal off, Bis, Modo Viagem e USA Network.
Além disso, o globoplay também disponibiliza, por meio de assinatura, os respectivos pay-per-view dentro da própria plataforma: Telecine, Premiere, Combate e FlaTV.

## Resgate de programas originais da TV Globo
Atualmente a plataforma conta com três projetos de resgate da teledramaturgia brasileira original da TV Globo dos últimos 50 anos. Sendo comum o resgate mensal de quatro novelas integralmente ou parcialmente, além de ao menos uma série/minissérie/especial O número de títulos disponibilizados mensalmente varia entre 5 e 6, e acontece sempre em todas às segundas-feiras de cada mês. Os projetos em andamento são:

### Projeto Resgate
Desde seu lançamento, o Globoplay já disponibilizava para assinantes a íntegra de títulos exibidos em TV aberta pela TV Globo a partir de 2010, inclusive as reprises do Vale a Pena Ver de Novo. Entretanto, a partir de maio de 2020, a plataforma lançou o seu primeiro projeto de resgate do acervo histórico da emissora, até então indisponíveis em qualquer outra plataforma de streaming brasileira. Desde então, novos títulos são resgatados na íntegra, conforme a disponibilidade, com alta qualidade de imagem, cortes originais sem censuras e vinhetas de abertura, intervalos e encerramento originais. Caso a versão original não esteja disponível, é comum o uso de versões compactas (algumas delas criadas para o mercado internacional).
Desde 2023, ao menos uma minissérie/série/especial também é relançada no streaming através do projeto. A previsão inicial para o encerramento dos resgates era de conclusão no ano de 2030, com a edição compacta da primeira versão da novela Irmãos Coragem (1970). Contudo, em 28 de fevereiro de 2025, a plataforma deu início a um processo de revisão estratégica dos lançamentos das telenovelas pelo projeto, com previsão de retorno para 23 de junho. Dessa forma, apenas minisséries e séries foram disponibilizados pelo projeto durante o período que se estendeu pelos três meses.
Em 9 de junho de 2025, com o encerramento do canal Viva e a estreia do canal Globoplay Novelas, a plataforma lançará para todos os assinantes as tramas anteriormente exibidas na TV paga e que ainda não haviam sido disponibilizadas na plataforma, são elas: Viver a Vida (2009-2010), Cara & Coroa (1995-1996) e os capítulos já exibidos de Plumas e Paetês (1980-1981). Oficialmente, as novelas não farão parte do projeto Resgate.

### Projeto Originalidade
Ainda em 2020, a plataforma inicia o seu segundo projeto de resgate da programação da TV Globo, intitulado de Projeto Originalidade, a iniciativa busca resgatar a qualidade original de obras já disponíveis na plataforma desde a sua criação em 2015, a partir do aumento da qualidade de imagem (SD para HD, para novelas a partir de 2007), adição de vinhetas de aberturas/intervalos/encerramentos, além do resgate de cortes originais e episódios omitidos. Testado em novembro de 2021 e desde janeiro de 2022, um novo título é atualizado mensalmente. A partir de 2024, alguns títulos já disponíveis através do Projeto Resgate estão sendo atualizados pelo projeto com uma atualização de imagem (16:9 para 4:3).
Diversas produções da TV Globo também foram atualizadas na plataforma durante os anos de 2020 e 2021, mas oficialmente não integram o Projeto Originalidade. São elas, as séries: As Aventuras do Didi (2010-2013), A Cura (2010), Acampamento de Férias II: A Árvore da Vida (2011), Batendo Ponto (2011), Divã (2011), Lara com Z (2011), Macho Man (2011), A Mulher Invisível (2011), As Brasileiras (2012), Louco por Elas (2012-2013), Tapas e Beijos (2.ª a 5.ª temporadas, 2012-2015), e Doce de Mãe (2014); as minisséries: Amor em Quatro Atos (2011), O Brado Retumbante (2012) e Dercy de Verdade (2012); e o telefilme: Homens de Bem (2011).

### Projeto Fragmentos
Em dezembro de 2023, foi anunciado oficialmente pela plataforma, durante a CCXP 2023, o Projeto Fragmentos, que disponibilizará capítulos incompletos de 28 novelas clássicas da TV Globo, exibidas originalmente nas décadas de 1970 e 1980. O projeto teve início em 22 de janeiro de 2024, com a disponibilização de O Rebu (1974), Coração Alado, Estúpido Cupido e Chega Mais, e resgatará mensalmente produções que se perderam em incêndios, ou que tiveram fitas reaproveitadas para gravação de outros conteúdos por cima, mas que ainda possuam algum material sobrevivente. Por conta do número de capítulos remanescentes variáveis, a emissora disponibilizará as novelas do projeto simultaneamente com os títulos do Projeto Originalidade. Os títulos resgatados pelo projeto possuem de 2 a 20 capítulos preservados.

## Disponibilidade
O aplicativo está disponível desde o dia 3 de novembro de 2015 pela App Store e na Google Play. Também possui versão para a webOS, da LG. A versão web pode ser acessada pelo site da empresa. Em fevereiro de 2016, seu aplicativo móvel ganhou compatibilidade com o Chromecast. Estão sendo desenvolvidos aplicativos para televisores da Samsung, Philips, LG e Panasonic. Em abril de 2017, a TCL lançou o televisor P2 Ultra HD, cujo controle remoto possui um botão de atalho exclusivo para o aplicativo. Também foi anunciada uma versão para o Windows. Em Agosto de 2022, o Globoplay ficou disponível para modelos de aparelhos da Amazon Fire TV, como Fire TV Stick Life, Fire TV Stick e Fire TV Stick 4K, após muitos pedidos dos usuários destes aparelhos. O aplicativo também disponibiliza a transmissão ao vivo da emissora via streaming, porém, ele se encontra disponível apenas para usuários que estiverem na área de cobertura de suas filiais e afiliadas além de conteúdos regionais, produzidos pelas filiais e afiliadas da emissora.
| Data de lançamento      | País/Território |
| ----------------------- | --------------- |
| 3 de novembro de 2015   | Brasil          |
| 19 de janeiro de 2020   | Estados Unidos  |
| 23 de outubro de 2021   | Alemanha        |
| 23 de outubro de 2021   | Áustria         |
| 23 de outubro de 2021   | Bélgica         |
| 23 de outubro de 2021   | Canadá          |
| 23 de outubro de 2021   | Dinamarca       |
| 23 de outubro de 2021   | Espanha         |
| 23 de outubro de 2021   | Finlândia       |
| 23 de outubro de 2021   | França          |
| 23 de outubro de 2021   | Grécia          |
| 23 de outubro de 2021   | Irlanda         |
| 23 de outubro de 2021   | Itália          |
| 23 de outubro de 2021   | Luxemburgo      |
| 23 de outubro de 2021   | Noruega         |
| 23 de outubro de 2021   | Países Baixos   |
| 23 de outubro de 2021   | Portugal        |
| 23 de outubro de 2021   | Reino Unido     |
| 23 de outubro de 2021   | Suécia          |
| 23 de outubro de 2021   | Suíça           |
| 6 de fevereiro de 2022  | Japão           |
| 25 de fevereiro de 2022 | Austrália       |

Parceiros de distribuição Globoplay
| Data de lançamento | País/Território         | Parceiro |
| ------------------ | ----------------------- | -------- |
| 2023               | América Latina e Caribe | Max      |

## Prêmios e indicações
| Ano  | Prêmio        | Categoria                                    | Trabalho  | Resultado |
| ---- | ------------- | -------------------------------------------- | --------- | --------- |
| 2020 | Prêmio Caboré | Veículo de Comunicação – Plataforma de Mídia | Globoplay | Venceu    |